# دخانية هيودية
دخانية هيودية (الاسم العلمي:Fumana x heywoodii) هي نوع هجين من النباتات يتبع جنس الدخانية من الفصيلة القريضية.